# パティ・レイノルズ
パティ・レイノルズ Patti Reynolds（イリノイ州・シカゴ出身、1948年5月28日 - ）は、米PLAYBOY誌・1965年9月号に（17歳で）プレイメイトとして登場したアメリカ合衆国のモデル・女優。彼女の中央見開き折込ページ（センターフォールド）は、スタン・マリノフスキー (Stan Malinowski) によって撮影された。またキャスリン・リー・スコット (Kathryn Leigh Scott) による『The Bunny Years (ISBN 978-0938817437)』の56ページに、（アシュリン・マーチンや他の2人のバニーと共に）1960年のシカゴ・プレイボーイクラブで撮影された彼女の写真が掲載されている。彼女は自身で略歴を書いた。

## 人物
1966年1月、パティはシカゴで犯罪組織を調査している連邦大陪審によって召喚された。裏社会で有名な人物、フィオーリ（フィフィ）ブッチエリ（59歳）とチャールズ（チャッキー）イングリッシュ（52歳）も同時に召喚された。レイノルズは連邦当局によって、フィオーリの弟フランク（ザ・ホース）ブッチエリ（52歳）の親友と認定された。
パティはフランク・ブッチエリに与えられたと言われるフランキーという名前の馬を所有していた。彼女は競走馬の騎手で、数個のトロフィーや綬章を勝ち取った。彼女はシカゴのプレイボーイクラブでもバニーとして働いた。彼女はまだ中西部に住んでいる。彼女はプライバシーを重視しているが、時折プレイボーイ御殿や美女集会で、プレイメイト仲間と一緒に姿を見る事ができる。彼女は未だに容貌と人柄で人々を惹き付ける。
パティは動物、特に鳥の生涯の愛好者・擁護者でもあり、彼女がデザインして特許をとった巣箱の付属品を売ることが彼女自身のビジネスにもなっている。